# Tadeusz Staszczyk
Tadeusz Staszczyk (ur. 18 czerwca 1919 w Woli Rudlickiej, zm. 7 czerwca 2004) – polski rolnik, działacz ruchu ludowego, poseł na Sejm PRL VI kadencji.

## Życiorys
Syn Adama i Heleny. Uzyskał wykształcenie podstawowe. W 1934 został członkiem Związku Młodzieży Wiejskiej RP „Wici”. Aresztowany w 1938 za organizowanie bojkotu wyborów parlamentarnych. W 1941 wywieziono go na roboty przymusowe do Niemiec. Do końca wojny pracował w Kopalni Węgla Brunatnego w Etzdorfie. W lipcu 1945 otrzymał gospodarstwo rolne w Choszcznie. W tym samym roku wstąpił do Stronnictwa Ludowego, a w 1949 wraz z nim do Zjednoczonego Stronnictwa Ludowego. Pełnił różne funkcje w samorządzie spółdzielczym na szczeblu powiatowym, a także w Powiatowej Radzie Narodowej. W 1972 uzyskał mandat posła na Sejm PRL w okręgu Stargard Szczeciński. Zasiadał w Komisji Nauki i Postępu Technicznego oraz w Komisji Rolnictwa i Przemysłu Spożywczego.

## Odznaczenia
- Srebrny Krzyż Zasługi
- Medal za Długoletnie Pożycie Małżeńskie (1997)[1]
- Odznaka Honorowa Gryfa Pomorskiego
- Odznaka „Zasłużony Działacz Ruchu Spółdzielczego”